# CE União
CE União is een Braziliaanse voetbalclub uit de stad Maringá in Paraná.

## Geschiedenis
De club werd in 1956 opgericht. In 1967 en 1968 speelde de club voor het eerst in de tweede klasse van het Campeonato Paranaense. In 1977 keerde de club terug en in 1979 kon de club promotie afdwingen naar de hoogste klasse en werd daar elfde op twintig clubs. Doordat de competitie herleid werd naar twaalf clubs in 1981 moest de club echter degraderen. De club speelde nog tot 1988, met uitzondering van de seizoenen 1985 en 1987 in de tweede klasse en trok zich dan terug uit het profvoetbal.
Nadat de club jaren actief was op amateurniveau keerden ze in 2016 terug naar de derde klasse en werd daar meteen kampioen. Het volgende seizoen verloren ze de titelfinale van Maringá, maar promoveerde evenzeer naar de hoogste klasse. Na één seizoen degradeerde de club weer.